# Born into Brothels
Born into Brothels: Calcutta's Red Light Kids is een met een Oscar beloonde Amerikaanse documentaire uit 2004 van regisseurs Zana Briski en Ross Kauffman. De rolprent ging in 2004 in première. De film gaat over de ellendige omstandigheden waar arme kinderen in Calcutta ten prooi vallen aan kinderprostitutie. 

## Inhoud
Makers Brisk en Kauffman reizen naar Calcutta en selecteren daar in de rosse buurt een groep straatarme kinderen om hen te leren fotograferen. Terwijl sommigen deze kans om weg te komen uit hun miserabele omstandigheden en bleke toekomstperspectief van (kinder)prostitutie met beide handen aangrijpen, brengen anderen het niet op en werken de eigen ouders een derde groep met hand en tand tegen. Ondertussen schetsen de makers een beeld van de arme onderlaag in Calcutta tussen 2000 en 2003, waar met name fotografe Brisk zich al sinds jaren voor Born into Brothels op concentreert.
De complete versie van de documentaire duurt 85 minuten.

## Prijzen
- Academy Award voor Beste Documentaire
- Golden Kinnaree Award - Bangkok International Film Festival
- Audience Award - BendFilm Festival
- Audience Choice Award - Bermuda International Film Festival
- Documentary Prize - Bermuda International Film Festival
- Best Film - Cleveland International Film Festival
- Audience Award - Full Frame Documentary Film Festival
- Audience Award - High Falls Film Festival
- Truer Than Fiction Award - Independent Spirit Awards
- IDA Award - International Documentary Association
- LAFCA Award - Los Angeles Film Critics Association Awards
- NBR Award - National Board of Review, USA
- Golden Space Needle Award - Seattle International Film Festival
- Audience Award - Sundance Film Festival

## Dvd
Born into Brothels verscheen in de Verenigde Staten op 20 september 2005 op dvd.